# 10619 Ninigi
10619 Ninigi (1997 WO13) là một tiểu hành tinh vành đai chính.